# 自耦變壓器
自耦变压器（英語：Autotransformer）是只有一組線圈的變壓器，其中一个线圈成为另一个线圈的一部分。

單相自耦式變壓器，輸出電壓介乎40%到115%輸入電壓

自耦变压器也常常用于电机起动。自耦式變壓器是只有一組線圈同時用作原線圈及副線圈的變壓器。降壓時會從共用線圈引出一部份用作副線圈，而當升壓時會從共用線圈引出比原線圈多的一部份用作副線圈。

## 運作原理
自耦变压器是指它的绕组一部分是高压边和低压边共用的。根据结构还可细分为可调压式和固定式。自耦变压器的“耦”是电磁耦合的意思，普通的变压器是通过原副边线圈电磁耦合来传递能量，原副边没有直接的电的联系，自耦变压器原副边有直接的电的联系，它的低压线圈就是高压线圈的一部分。自耦变压器的工作原理其实和普通变压器一样的，只不过他的原线圈就是它的副线圈。一般的变压器是左边一个原线圈通过电磁感应，使右边的副线圈产生电压，自耦变压器是自己影响自己。自耦变压器是只有一个绕组的变压器，当作为降压变压器使用时，从绕组中抽出一部分线匝作为二次绕组；当作为升压变压器使用时，外施电压只加在绕组的—部分线匝上。通常把同时属于一次和二次的那部分绕组称为公共绕组，自耦变压器的其余部分称为串联绕组，同容量的自藕变压器与普通变压器相比，不但尺寸小，而且效率高，并且变压器容量越大，电压越高，这个优点就越加突出。
因此随着电力系统的发展、电压等级的提高和输送容量的增大，自耦变压器由于其容量大、损耗小、造价低而得到广泛应用。
但缺點是主線圈和副線圈之間沒有隔離，主線圈電流會直接流到副線圈。萬一出現短路，副線圈電壓便相等於主線圈電壓。阻抗較小可以減少損耗，但同時降低了限制故障電流的能力。